# Xiphydria prolongata
Xiphydria prolongata är en stekelart som först beskrevs av Geoffroy 1785.  Xiphydria prolongata ingår i släktet Xiphydria, och familjen halssteklar. Arten är reproducerande i Sverige.